# Tudo Que Ela Gosta de Escutar
Tudo que Ela Gosta de Escutar é o terceiro single do álbum Transpiração Contínua Prolongada, da banda Charlie Brown Jr.. Um dos maiores sucessos da banda, a música foi regravada em uma versão acústica no álbum Acústico MTV, de 2003.
Segundo dados divulgados pelo ECAD em 2018, Tudo que Ela Gosta de Escutar foi a sétima música do Charlie Brown Jr. mais tocada em bares, restaurantes, hotéis e clubes nos últimos 5 anos (ou seja, desde a morte do Chorão), e a 5a mais tocadas em shows, também neste mesmo período.

## História
- A música é uma grande ironia com a vida do vocalista Chorão. Durante uma mudança do seu pai para São Paulo, quando teve de se ajeitar numa pensão na bocada, Chorão passou por uns tempos difíceis em sua vida. Este fato serviu de inspiração para a composição da letra da música.
- A canção conta a história de um romance que Chorão teve com uma menina rica que ele conheceu em uma festa.

## Desempenho nas Paradas Musicais
| Ano  | Single                          | Charts      | Charts         | Charts       | Charts    | Charts        | Charts | Charts | Álbum                            |
| Ano  | Single                          | BRA Hot 100 | BRA Hit Parade | BRA Year End | Bill. BRA | Bill. Pop BRA | HSPN   | POR    | Álbum                            |
| ---- | ------------------------------- | ----------- | -------------- | ------------ | --------- | ------------- | ------ | ------ | -------------------------------- |
| 1997 | "Tudo que Ela Gosta de Escutar" | 10          | 7              | —            | —         | —             | —      | —      | Transpiração Contínua Prolongada |

## Curiosidades
- No dia 14 de agosto de 2018, as participantes do The Voice Brasil - Priscila Tossan e Tamara Angel - fizeram uma "batalha" para saber quem seguiria no programa cantando esta música[3].